# Fondo Financiero para el Desarrollo de la Cuenca del Plata
Die Fondo Financiero para el Desarrollo de la Cuenca del Plata (FONPLATA) – früher bekannt als Río de la Plata Basin Financial Development Fund – ist eine multilaterale Finanzinstitution, die 1974 von den fünf Ländern dieser südamerikanischen Subregion gegründet wurde:
Argentinien, Bolivien, Brasilien, Paraguay und Uruguay.
Sie nahm ihre Tätigkeit 1977 in der Stadt Sucre auf. Im Jahr 2002 wurde sie nach Santa Cruz de la Sierra verlagert.
Die FONPLATA hat die Aufgabe, die Integration und der harmonischen, integrativen und nachhaltigen Entwicklung ihrer Mitgliedsländer durch den effektiven und effizienten Einsatz von finanziellen und nicht-finanziellen Ressourcen zu unterstützen. Die Erfüllung des Auftrags beinhaltet die Ausweitung der Interventionen auf die Finanzierung von Vorinvestitionen, Investitionen, technischer Zusammenarbeit und Initiativen zur Wissensgenerierung mit dem öffentlichen und privaten Sektor, wobei proaktiv und angemessen auf die Anforderungen der Mitgliedsländer reagiert wird.
Die Credit Ratings sind wie folgt:
| Ratingagentur     | Long Term | Short Term | Perspektive | Letzte Aktualisierung |
| ----------------- | --------- | ---------- | ----------- | --------------------- |
| Standard & Poor's | A         | A-1        | stabil      | 11.09.2024            |
| Moody's           | A2        |            | stabil      | 02.02.2024            |